# San Salvatore di Fitalia
San Salvatore di Fitalia település Olaszországban, Szicília régióban, Messina megyében. Lakosainak száma 1119 fő (2023. január 1.). San Salvatore di Fitalia Castell’Umberto, Frazzanò, Mirto, Naso, Galati Mamertino és Tortorici községekkel határos.

## Népesség
A település lakossága az elmúlt években az alábbi módon változott:
| Lakosok száma | 1289 | 1261 | 1119 |
|               | 2017 | 2018 | 2023 |